# لسانيات أنثروبولوجية

اللسانيات الأنثروبولوجية هي دراسة العلاقات بين اللغة والثقافة والعلاقات بين البيولوجيا البشرية والإدراك واللغة. يتداخل هذا بقوة مع ميدان الأنثروبولوجيا اللغوية والتي هي فرع من فروع الأنثروبولوجيا الذي يدرس البشر من خلال اللغات التي يستخدمونها.